# Équipe de Suisse de football en 1998
Cet article présente les résultats de l'équipe de Suisse de football lors de l'année 1998.

## Bilan
|           | Nombre de matchs | Victoires | Défaites | Matchs nuls | Buts marqués | Buts encaissés |
| Domicile  | 3                | 0         | 0        | 3           | 3            | 3              |
| Extérieur | 4                | 0         | 3        | 1           | 1            | 6              |
| Neutre    | 0                | 0         | 0        | 0           | 0            | 0              |
| Total     | 7                | 0         | 3        | 4           | 4            | 9              |

## Matchs et résultats
| Match amical                             | Suisse   | 1 - 1   | Angleterre | Wankdorf, Berne                                  |                                                  |
| 25 mars 1998 · Historique des rencontres | Vega 37e | (1 - 0) | 70e Merson | Spectateurs : 17 100 Arbitrage : Pascal Garibian | Spectateurs : 17 100 Arbitrage : Pascal Garibian |
| 25 mars 1998 · Historique des rencontres | Rapport  |         |            | Spectateurs : 17 100 Arbitrage : Pascal Garibian | Spectateurs : 17 100 Arbitrage : Pascal Garibian |

| Match amical                              | Irlande du Nord | 1 - 0   | Suisse | Windsor Park, Belfast                       |                                             |
| 22 avril 1998 · Historique des rencontres | Patterson 10e   | (1 - 0) |        | Spectateurs : 8 862 Arbitrage : Hugh Dallas | Spectateurs : 8 862 Arbitrage : Hugh Dallas |
| 22 avril 1998 · Historique des rencontres | Rapport         |         |        | Spectateurs : 8 862 Arbitrage : Hugh Dallas | Spectateurs : 8 862 Arbitrage : Hugh Dallas |

| Match amical                            | Suisse     | 1 - 1   | Yougoslavie | Stade Saint-Jacques, Bâle                         |                                                   |
| 6 juin 1998 · Historique des rencontres | Müller 83e | (0 - 1) | 6e Brnović  | Spectateurs : 24 000 Arbitrage : Juan Brito Arceo | Spectateurs : 24 000 Arbitrage : Juan Brito Arceo |
| 6 juin 1998 · Historique des rencontres | Rapport    |         |             | Spectateurs : 24 000 Arbitrage : Juan Brito Arceo | Spectateurs : 24 000 Arbitrage : Juan Brito Arceo |

| Match amical                                 | Yougoslavie   | 1 - 1   | Suisse   | Radnički, Niš                                     |                                                   |
| 2 septembre 1998 · Historique des rencontres | Stanković 51e | (0 - 0) | 58e Sesa | Spectateurs : 15 000 Arbitrage : Stefan Ormanijev | Spectateurs : 15 000 Arbitrage : Stefan Ormanijev |
| 2 septembre 1998 · Historique des rencontres | Rapport       |         |          | Spectateurs : 15 000 Arbitrage : Stefan Ormanijev | Spectateurs : 15 000 Arbitrage : Stefan Ormanijev |

| Éliminatoires de l'Euro 2000                        | Italie            | 2 - 0   | Suisse | Friuli, Udine                               |                                             |
| 10 octobre 1998 · 20h45 · Historique des rencontres | Del Piero 19e 61e | (1 - 0) |        | Spectateurs : 37 668 Arbitrage : Alain Sars | Spectateurs : 37 668 Arbitrage : Alain Sars |
| 10 octobre 1998 · 20h45 · Historique des rencontres | Rapport           |         |        | Spectateurs : 37 668 Arbitrage : Alain Sars | Spectateurs : 37 668 Arbitrage : Alain Sars |

| Éliminatoires de l'Euro 2000                | Suisse        | 1 - 1   | Danemark     | Hardtrum, Zurich                                  |                                                   |
| 14 octobre 1998 · Historique des rencontres | Chapuisat 58e | (0 - 0) | 90e Tobiasen | Spectateurs : 12 500 Arbitrage : Miroslav Radoman | Spectateurs : 12 500 Arbitrage : Miroslav Radoman |
| 14 octobre 1998 · Historique des rencontres | Rapport       |         |              | Spectateurs : 12 500 Arbitrage : Miroslav Radoman | Spectateurs : 12 500 Arbitrage : Miroslav Radoman |

| Match amical                                 | Hongrie               | 2 - 0   | Suisse | Üllöi Uti, Budapest                          |                                              |
| 18 novembre 1998 · Historique des rencontres | Korsós 1re · Sebők 7e | (2 - 0) |        | Spectateurs : 2 849 Arbitrage : Karol Ihring | Spectateurs : 2 849 Arbitrage : Karol Ihring |
| 18 novembre 1998 · Historique des rencontres | Rapport               |         |        | Spectateurs : 2 849 Arbitrage : Karol Ihring | Spectateurs : 2 849 Arbitrage : Karol Ihring |